# Agustinas de la Santísima Anunciada
La Congregación de Agustinas de la Santísima Anunciada (oficialmente en italiano: Istituto delle agostiniane della Santissima Annunziata) es una congregación religiosa católica femenina de derecho pontificio, fundada por Rafaela Forconi en 1931, en San Giovanni Valdarno. A las religiosas de este instituto se les conoce como Agustinas de la Santísima Anunciada o Agustinas de la Anunciada. Posponen a sus nombres las siglas A.A.

## Historia
Los orígenes de la congregación se remontan a la fundación del monasterio femenino de San Giovanni Valdarno (Italia), por parte de la viuda Maria di Jacopo Fantozzi, con el fin de atender a los pobres. Por problemas económicos no pudieron continuar con la obra y sus compañeras se convirtieron en monjas agustinas de clausura, las cuales tomaron como regla de vida la de san Agustín y tomando el nombre de Monjas de la Santísima Anunciada. Solo hasta 1725 pudieron abrir de nuevo una escuela para la educación de las jóvenes de la ciudad.
En 1931, la religiosa del monasterio de San Giovanni Valdarno, Rafaela Forconi, con la ayuda del Prior general de la Orden de San Agustín, Eustasio Esteban, fundó una congregación religiosa, a partir de la fusión de dicho monasterio y los de Castiglion Fiorentino y Arezzo. El nuevo instituto tomó el nombre de Agustinas de la Santísima Anunciación, con casa madre en San Giovanni Valdarno y bajo el comando de Rafaela. Ese mis año la congregación recibió la aprobación del obispo de la diócesis de Fiesole.
Las agustinas de la Santísima Anunciada recibieron la aprobación pontifica de parte del papa Pío XII en 1954. Ese mismo año fueron agregadas de Orden de San Agustín. Sus Constituciones fueron aprobadas por la Santa Sede el 1963.

## Organización
La Congregación de Agustinas de la Santísima Anunciada es un instituto religioso de gobierno centralizado. Este es ejercido por la superiora general, a las que sus miembros llaman Madre general. La sede central se encuentra en San Giovanni Valdarno.
Las agustinas de la Santísima Anunciada se dedican a la educación de la juventud y a la pastoral misionera rural. Su espiritualidad es agustina, basada en la Regla de San Agustín y su hábito está compuesto por una túnica y un velo negro. En 2015, la congregación contaba con unas 107 religiosas y 15 comunidades, presentes en India, Italia y Mozambique.